# Graffenrieda hitchcockii
Graffenrieda hitchcockii är en tvåhjärtbladig växtart som beskrevs av Henry Allan Gleason. Graffenrieda hitchcockii ingår i släktet Graffenrieda och familjen Melastomataceae. Inga underarter finns listade i Catalogue of Life.